# Ferrovie della Sardegna
(Forbes (New York), giugno 2006)
La Ferrovie della Sardegna, nota anche con la sigla FdS e dal 2008 con la ragione sociale di ARST Gestione FdS, era una società pubblica operante nel trasporto pubblico ferroviario e su gomma in Sardegna. In particolare l'azienda gestiva la rete ferroviaria a scartamento ridotto dell'isola e le due metrotranvie di Sassari e di Cagliari, oltre a diverse autocorse che servivano alcune località dell'isola.
Dal 2010 è stata completamente inglobata nell'ARST.

## Storia e profilo aziendale

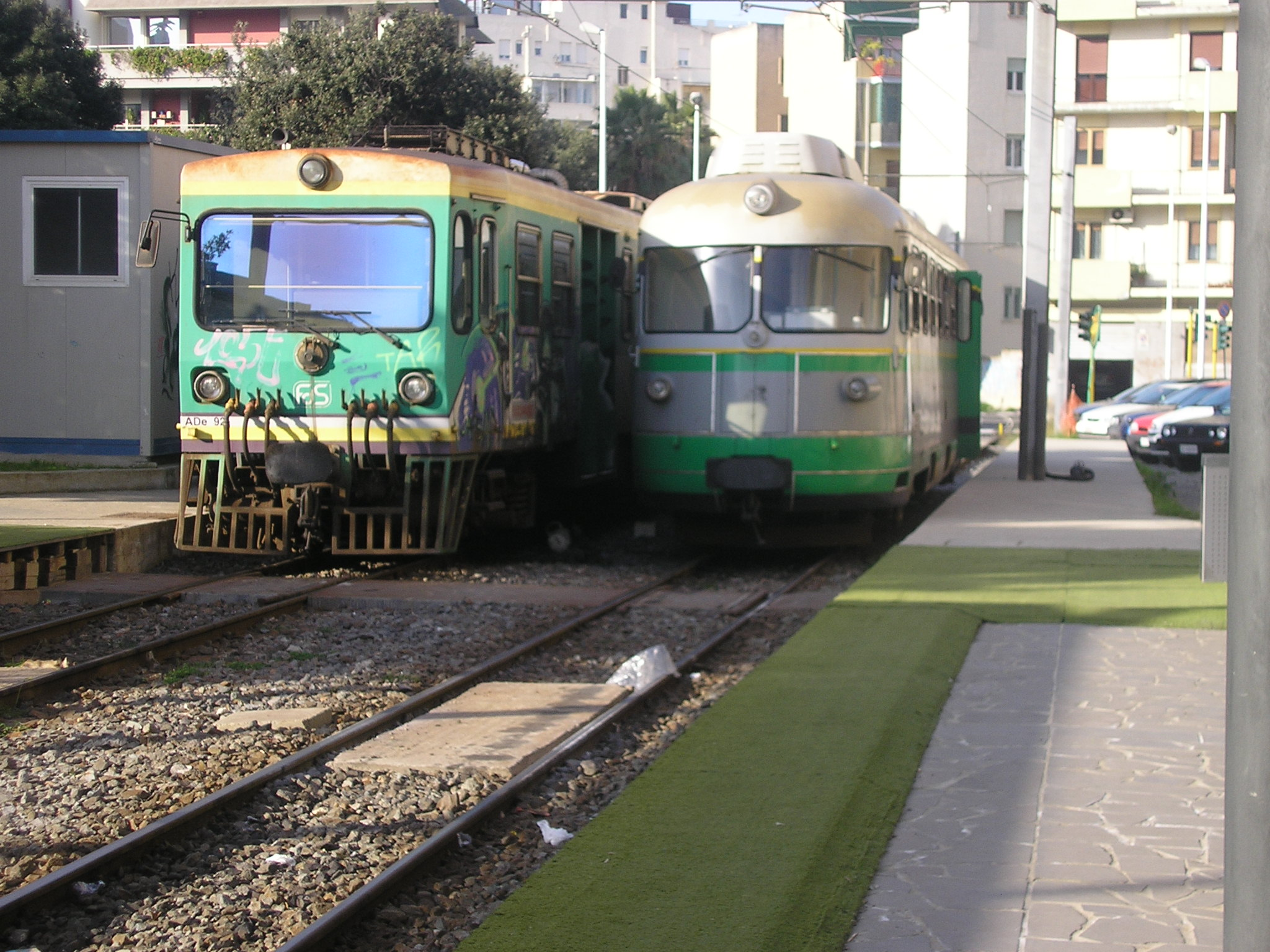
Due automotrici ADe delle FdS: serie 90 a sinistra, prima serie a destra

La gestione commissariale governativa delle Ferrovie della Sardegna nacque nel 1989 dalla fusione delle due gestioni governative precedenti attive sulla rete ferroviaria complementare sarda: Ferrovie Complementari della Sardegna e Strade Ferrate Sarde. Direttamente controllato da un commissario del Ministero delle Infrastrutture e dei Trasporti, il nuovo ente ereditò le 4 linee dei compartimenti FCS di Cagliari e Macomer e le 3 linee delle SFS, queste ultime aventi come capolinea sempre Sassari. In quegli anni le ferrovie secondarie sarde vivevano grossi problemi di competitività, specie nelle relazioni più lunghe, come la Cagliari-Mandas-Arbatax e la Sassari-Tempio-Palau, poco competitive come tempi di percorrenza rispetto alle più veloci autolinee. Da qualche tempo però si stava sviluppando un fenomeno di turismo ferroviario sulla rete FdS, che fu la ragione per il quale venne creato il servizio turistico Trenino Verde: il primo evento di rilievo della nuova gestione fu legato proprio a questo fenomeno: nel maggio 1995 infatti fu riaperta al traffico la Tresnuraghes-Bosa Marina, porzione della originaria Macomer-Bosa chiusa dalle FCS nel 1981 e ristrutturata con contributi regionali e comunitari per il solo utilizzo turistico.

Logo del Trenino Verde, il servizio turistico ferroviario delle FdS

Quello stesso anno le FdS acquistarono delle nuove automotrici, le ADe serie 90, fatto che non si verificava da oltre 30 anni sulla rete secondaria sarda. Parallelamente all'immissione del nuovo materiale rotabile, le FdS eseguirono in quegli anni importanti lavori sulla rete, con la realizzazione di alcune varianti sulla Cagliari-Sorgono, sulla Macomer-Nuoro, sulla Sassari-Alghero e sulla Sassari-Sorso.
Nel 1996 inoltre venne aperto nell'area dei depositi ferroviari di Monserrato un museo che raccoglie materiale storico di vario tipo riguardante l'attività delle ferrovie secondarie nell'isola.

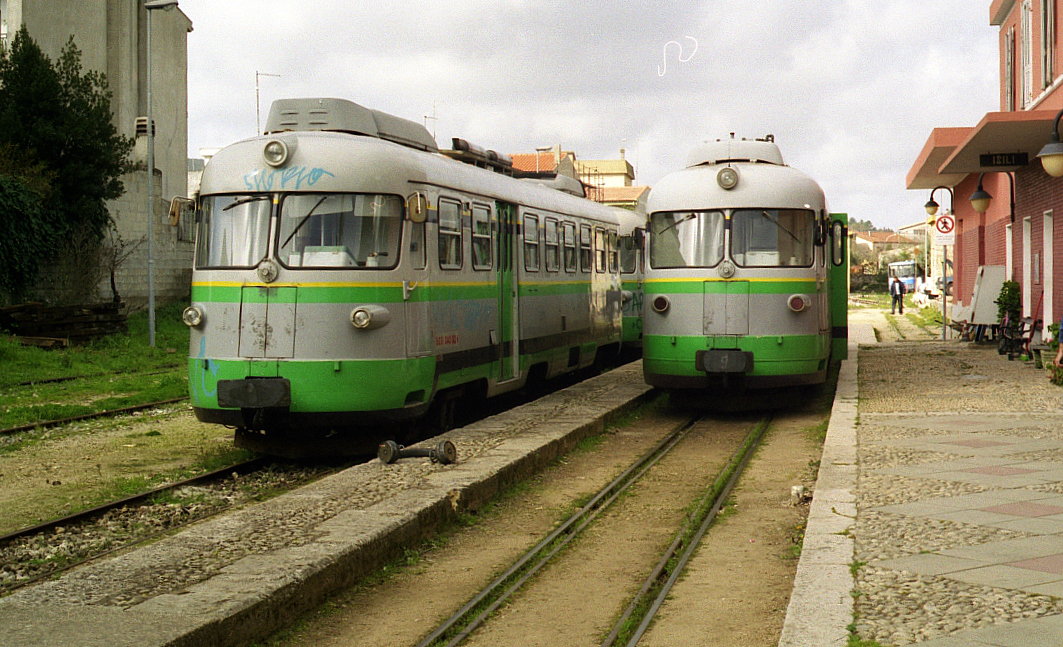
ADe delle FdS in sosta nella stazione di Isili, capolinea dei tronchi ferroviari per Cagliari e Sorgono, quest'ultimo destinato al solo impiego turistico nel 1997

Nel gennaio 1997 le FdS passarono sotto il controllo diretto delle FS, che dopo pochi mesi decisero la chiusura al traffico ordinario di 4 tratte, la Isili-Sorgono, la Mandas-Arbatax, la Macomer-Tresnuraghes e la Nulvi-Palau, destinandole all'esclusivo utilizzo turistico sul modello della Tresnuraghes-Bosa Marina: di fatto vennero chiusi all'esercizio regolare due terzi della rete FdS, e l'avvenimento generò non pochi malumori nelle popolazioni servite dalle ferrovie interessate, le quali tuttavia vennero ristrutturate per quel che riguarda le infrastrutture (in particolare le stazioni) e i mezzi (col recupero funzionale di locomotive e carrozze d'epoca), allo scopo di garantire una migliore accoglienza ai turisti-viaggiatori.
Nel 2002 le FdS tornarono sotto il controllo del Ministero delle Infrastrutture e dei Trasporti, e cominciarono a prendere forma i progetti di realizzazione delle metrotranvie nei due centri principali dell'isola: Sassari ha inaugurato la sua nel 2006, mentre a Cagliari il servizio è stato aperto al pubblico il 17 marzo 2008. Dal punto di vista dei trasporti su gomma va inoltre segnalato in quegli anni il subentro alle Autolinee Pani, da cui le FdS ereditano la gestione di alcune importanti tratte regionali, come la Cagliari-Sassari.
Negli ultimi anni ha avuto luogo il passaggio dell'azienda dallo Stato alla Regione Autonoma della Sardegna: quest'ultima aveva inoltre deciso di inglobare le FdS (insieme alle FMS) nell'ARST, creando così un unico ente regionale per i trasporti extraurbani in Sardegna, siano essi su gomma che su binario a scartamento ridotto.

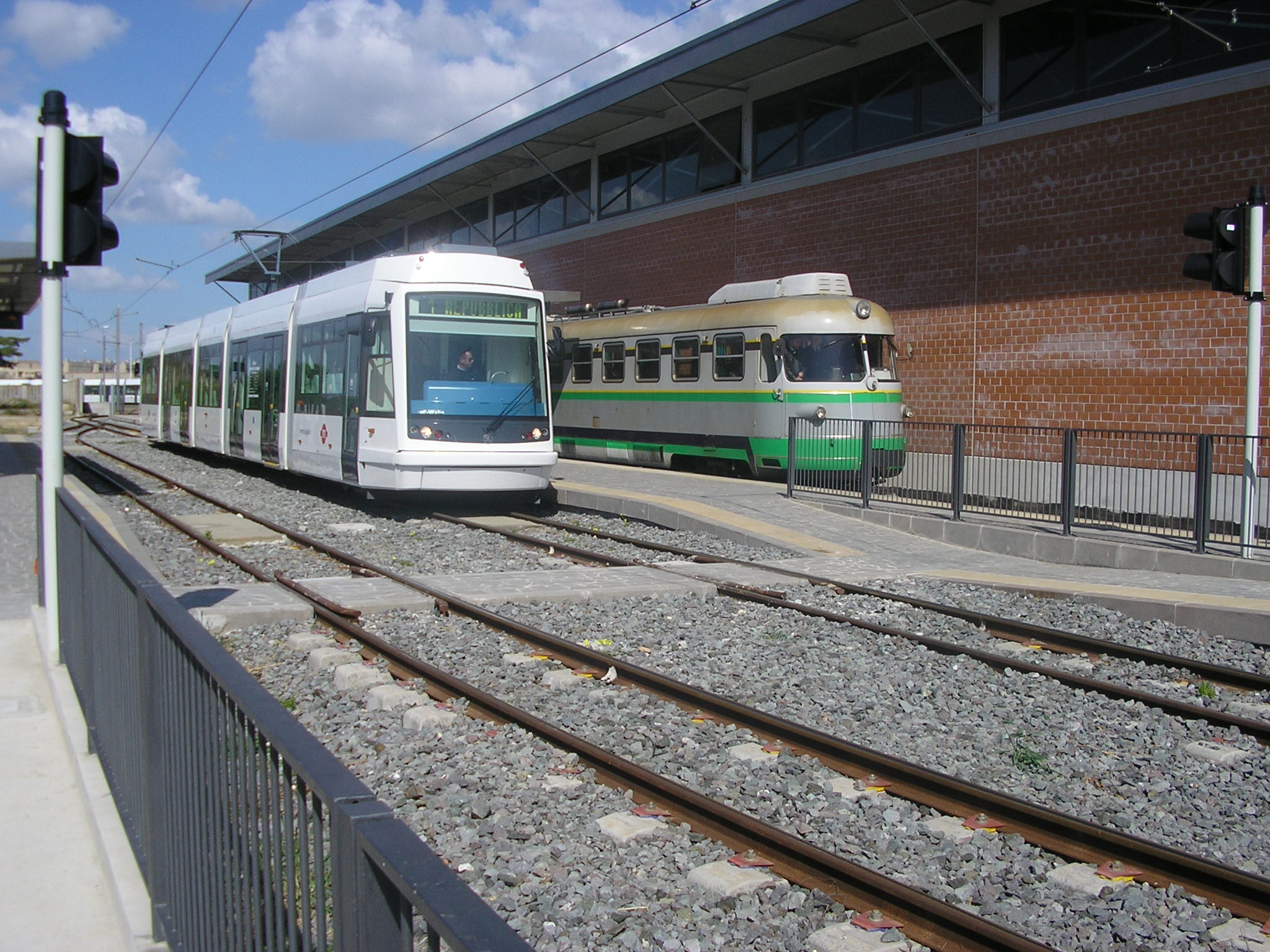
Tram Skoda 06T e automotrice ADe nello scalo ferrotranviario di San Gottardo a Monserrato: l'azienda gestì la rete tranviaria cagliaritana nei primi mesi di esercizio

Ufficialmente la gestione governativa delle Ferrovie della Sardegna passò sotto il controllo dell'ARST il 16 giugno 2008, confluendo nella società controllata ARST Gestione FdS. Quest'ultima era una società a responsabilità limitata partecipata al 100% dall'ARST S.p.A., a sua volta al 100% proprietà della Regione Autonoma della Sardegna.
L'azienda ha proseguito la sua attività con questa ragione sociale e come società a sé stante sino al 25 ottobre 2010, data in cui è stata definitivamente inglobata dall'ARST.

## Servizio ferroviario
Il servizio ferroviario delle Ferrovie della Sardegna era organizzato in 3 compartimenti, ognuno avente la direzione di uno dei tre tronchi ferroviari della società:
- Il compartimento di Cagliari, con sede a Monserrato, che controllava le tratte Cagliari - Isili, Mandas - Arbatax e Isili - Sorgono (le ultime due dal 1997 attive solo come ferrovie turistiche del Trenino Verde).
- Il compartimento di Macomer, che controllava le linee Macomer - Nuoro e Macomer - Bosa Marina (quest'ultima dal 1997 aperta al solo servizio turistico del Trenino Verde)
- Il compartimento di Sassari, che controllava le linee Sassari - Alghero, Sassari - Sorso e Sassari - Tempio - Palau (quest'ultima dal 1997 attiva solo come linea turistica nel tratto da Nulvi a Palau, mentre il servizio di trasporto pubblico tra Sassari e Nulvi fu soppresso nel 2015 sotto la gestione ARST).

## Servizio automobilistico

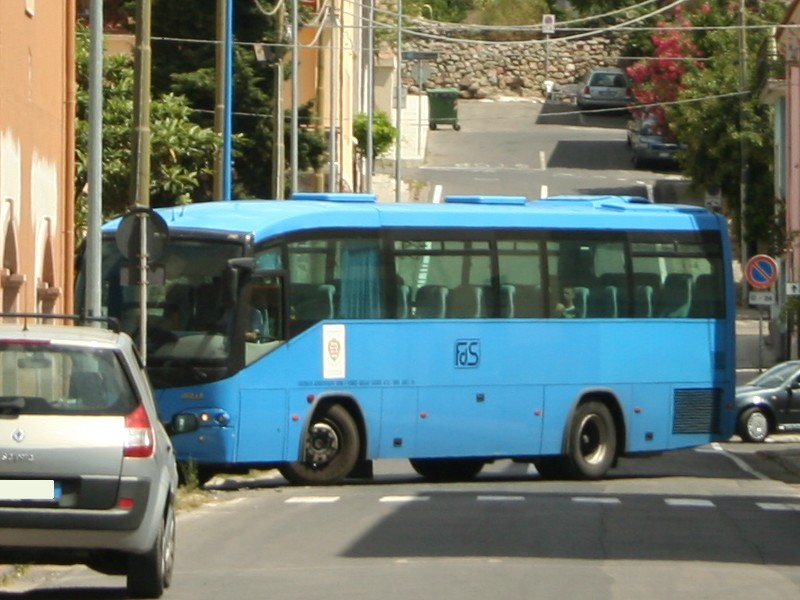
Un bus delle FdS nelle strade di Bosa

Oltre al servizio ferroviario, FdS gestiva anche un servizio automobilistico, che interessava una buona parte dell'isola. Tra i vari servizi si possono ricordare i seguenti:
- Interurbano in alcune località dell'isola
- Urbano ad Alghero
- Suburbano tra Alghero, l'Aeroporto Riviera del Corallo e Fertilia
- Urbano a Macomer (NU)
- Suburbano tra Cagliari e la Cittadella Universitaria

Tali tratte sono ora gestite dall'ARST.